# Kertész János (bibliográfus)
Kertész János (? – ?) magyar szociográfus, bibliográfus, külpolitikai publicista, a két világháború közti időben a lengyel-magyar kapcsolatok kiemelkedő alakja, vértanú.

## Élete
Feltevések szerint kolozsvári illetékességű volt. Egyetemet végzett, doktorált. 
1932-től 1941-ig a Magyar Szociográfiai Intézetben dolgozott. Főnökei Krisztics Sándor jogász, a nemzetközi jog tanára és Niklay Péter levéltáros voltak. Munkatársa Foris Anna, akivel együtt több vármegyei és városi monográfiát jegyzett, valamint 1935-ben Grandpierre Emil jogász.
Általában bibliográfusnak tartják, de munkája kiterjedt a szociográfia, ezen belül a falukutatás, továbbá a magyar-lengyel történelem, Közép-Európa politikai és nemzetközi jogi, Magyarország és Lengyelország közigazgatási, alkotmányjogi, sőt irodalmi és művészeti kérdéseire. Az ADT folyóirat-adatbázisban több mint 160 cikke található meg, bár munkássága csak alig több, mint tíz évig tartott. Könyvei rövid, gyakorlatias kiadványok.
1935-ben a Magyar Mickiewicz Társaság titkárának választották, majd 1944-ben könyvtárosi beosztást is kapott a Társaságnál.
Barátjához, Palóczi Edgárhoz hasonlóan a holokauszt áldozata lett.

## Művei

### Könyvek
- Komárom vármegye irodalma. Budapest. 17 p.
- Az igazi legitimizmus. Budapest, 1930. 15 p.
- Gróf Andrássy Gyula műveinek bibliographiája. Budapest, 1930.  8 p.
- Kertész János-Rakovszky Iván: Keszthely leírása és bibliographiája. Budapest, 1932. 34 p.
- Az ifjabb Andrássy Gyula gróf irodalmi munkássága, 1896-1929. Budapest, 1933. 10 p.
- Ifjabb gróf Andrássy Gyula és a magyar-osztrák Monarchia. Budapest, 1934. 15 p.
- A Habsburg irodalom bibliographiája, 1218-1934. Budapest, 1934. 192 h.
- Kertész János-Palóczi Edgár: Hungaria et Polonia. A magyar-lengyel kapcsolatok bibliographiája. Budapest, 1934. 21 p.
- Palóczi Edgár 25 éves irodalmi munkássága. Budapest, 1935. 48.
- Lengyelország és az Andrássyak. Budapest, 1936. 15 p.
- Kertész János-Kerekesházy József: Báthory István az irodalomban halálának 350-ik évfordulójára. Budapest, 1936. 19 p.
- Heves vármegye irodalmának bibliográfiája. Cegléd, 1937. 28 p.
- Békés vármegye irodalmának bibliográfiája. Cegléd, 1937. 23 p.
- Gdynia a tízéves lengyel kikötőváros. Budapest, 1937. 16 p.
- Vitéz nagybányai Horthy Miklós kormányzó lengyelországi útja. Budapest, 1938. 27 p.
- Magyar-lengyel közös határ. Budapest, 1938. 48 p.
- Lengyelország a magyar sajtóban. Magyar-lengyel bibliográfia. Budapest, 1938. 94 p.
- Csíkvári Antal-Kertész János-Lugosi Döme-Zalotay Elemér: Csongrád vármegye 1-2. rész. Budapest, 1938. 143+79 p.
- Lengyelországi útiképek. Rádióelőadás 1939. jún. 9-én. Budapest, 1939. 7 p.
- Kertész János-Hollós Gábor: A magyar közegészségügy bibliográfiája, 1925-1935. Budapest, 1939. 182 p.
- Ezer tanulmány az ezer tó országáról. Finn bibliográfia. Budapest, 1940. 16 p.
- Régi útleírások hazánkról. Budapest, 1940. 8 p.
- Pécsy-Horváth Rezső-Kertész János: Szent Imre herceg élete. Budapest, 1940. 48 p.
- Magyar zarándokhelyek. Budapest, 1941. 24 p.
- Széchenyi faluja Nagycenk. Budapest, 1941. 24 p.
- Aliscától Szekszárdig. Dombóvár, 1941. 30 p.
- Dávid József-Török Andor-Bányai János-Kertész János-Lendvay Ferenc: Székelyföld írásban és képekben. Budapest, 1941. 373 p.
- Kertész János-Sziklay János: Mickiewicz Ádám emlékezete Magyarországon. Budapest, 1941. 27 p.
- Gróf Teleki Pál. Nagyvárad, 1942. 16 p.
- Mickiewicz, Paderewski, Sienkiewicz. Budapest, 1943. 24 p.
- Magyar szociográfia. Budapest, 1943. 77 p.
- Kertész János-Lukács György: Nagyvárad thj. város bibliográfiája. Budapest, 1943. 36 p.